# Universidad de Panyab
La Universidad del Punyab es una universidad pública localizada en Chandigarh, India. Inició en 1882 y se estableció en 1947, haciéndola uno de las universidades más viejas en India.

## Infraestructura
La universidad tiene 78 departamentos y 15 centros de investigación en el campus principal localizado en Chandigarh. Cuenta con 188 universidades afiliadas en los ocho distritos del estado del Punyab y el territorio de Chandigarh, con Centros Regionales en las ciudades de Muktsar, Ludhiana y Hoshiarpur.

## Hitos de la Universidad del  Punyab

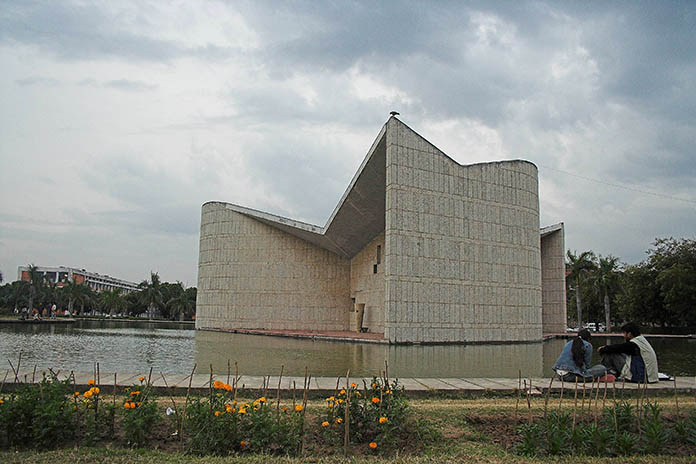
Gandhi Bhawan

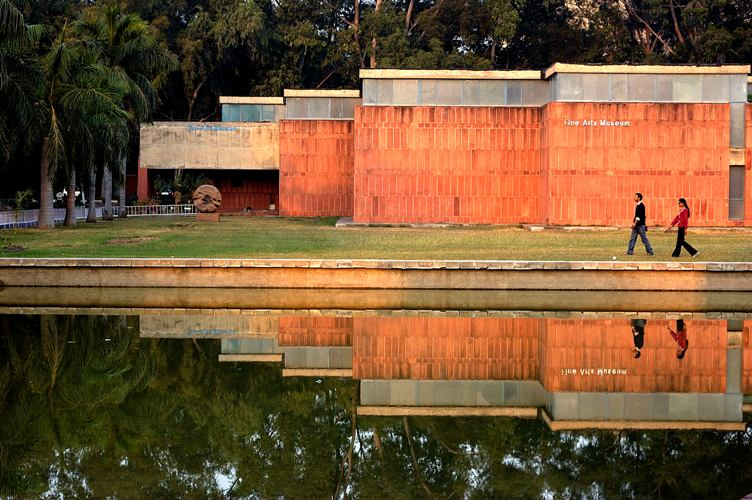
Museo de Bellas Artes, Chandigarh

### Gandhi Bhawan
El Gandhi Bhawan es un hito importante de la ciudad de Chandigarh. Diseñado por el arquitecto Pierre Jeanneret, primo de Le Corbusier, es una sala de auditorio que sienta en medio de un espejo de agua. Un mural por el arquitecto saluda visitantes en la entrada. El epitafio "La Verdad es Dios " está escrito en la entrada. Hoy también alberga una colección de libros encima Gandhi.

### Museos
La universidad tiene cuatro museos, y el Departamento de Teatro Indio tiene su laboratorio de teatro propio. La universidad tiene un jardín botánico y un jardín de plantas medicinales en el campus.

## Redes sociales
La Universidad del Punyab cuenta con las siguientes redes sociales: Facebook, Twitter, Instagram.

## Egresados destacados
- Mahbub ul Haq (1934-1998), economista, desarrolló el IDH.